# HESA Saeqeh
HESA Saeqeh (перс. صاعقه, «блискавка») — одномісний реактивний винищувач іранського виробництва, створений на базі американського Northrop F-5 . Спільний продукт ВПС Ісламської Республіки Іран та Міністерства оборони Ірану, він є другим поколінням іранського винищувача Azarakhsh . Літаки Saeqeh успішно пройшли випробування в Ірані 20 вересня 2007 року. 

## Розробка
Перший прототип винищувача був показаний по державному телебаченню під час випробувального польоту в липні 2004 року. У цих навчаннях, які розпочалися 19 серпня 2006 року, новий винищувач виконував дії, що були описані як «місія з бомбардування віртуальних цілей противника»  та «імітація бомбардування» . Два прототипи, які, як виявилося, відрізнялися від того, що демонструвався раніше, здійснили політ над тегеранським аеропортом Мехрабад 20 вересня 2007 року. Три прототипи взяли участь у військовому параді 22 вересня 2007 року .

## Конструкція
Командувач ВПС ІРІ бригадний генерал Ахмад Мігані заявив, що Saeqeh є сучасним з точки зору аеродинамічного балансу і оснащення ракетними і радіолокаційними системами. Керуючий директор Авіаційної організації Міністерства оборони та логістики ЗС Іраку Маджид Хедаят охарактеризував Saeqeh як логістичний та бойовий літак з високими маневреними можливостями та здатністю бомбардувати близькі цілі. Планер літака нагадує Northrop F-5 з двома вертикальними стабілізаторами замість одного . 